# Северные чащи и кустарниковые заросли акации и коммифоры
Северные чащи и кустарниковые заросли акации и коммифоры — экологический регион, простирающийся от юго-востока Южного Судана и севера Эфиопии до северо-востока Танзании. Статус сохранности экорегиона оценивается как уязвимый.

## Рельеф
Экорегион, как правило, ровный и полого холмистый. Наименьшие отметки высоты, как правило, от 200 до 400 м, расположены на востоке, северо-западе и севере. К югу они увеличиваются до 1000 м, но есть ряд примечательных гор, таких как Морото в Уганде высотой 3000 м и несколько гор около озера Туркана высотой 2000 м.
Геологически экорегион расположен на смеси пород фундамента. Они варьируются от докембрийского фундамента и вулканических лав третичного периода до четвертичных дюнных образований.

## Климат
Средняя максимальная годовая температура составляет 30 °C в низинных областях и 24 °C в более высоких областях. Средняя минимальная температура составляет от 18 °C от 21 °C. Годовое количество осадков варьируется от 200 мм в самых засушливых районах около озера Туркана до 600 мм ближе к побережью Кении. Большая часть осадков выпадает во время продолжительных дождей, обычно с марта по июнь. Меньше выпадает во время коротких дождей с октября по декабрь. Количество осадков сильно различаются от года к году, довольно часто бывает, что оба сезона дождей не проходят.

## Флора и фауна
Основные роды растений экорегиона — акация, коммифора и босвеллия, триостренница, ковыль и Хлорис.
Видовое разнообразие млекопитающих в экорегионе высокое, немногие из них являются строго эндемичными, среди них есть грызуны: песчанки Gerbillus cosensi, Gerbillus cosensi и Gerbillus percivali и крыса Лоринга. В экорегионе также есть несколько видов адаптированных к засушливости копытных. Главными хищниками являются пятнистая гиена и лев.
Слоны являются главными архитекторами среды обитания, так как они часто валят деревья в поисках корма. Часто это превращает лесные массивы в луга. В настоящее время популяция слонов относительно стабильна. В период с 1975 по 1980 год произошло сильное снижение численности слонов, что было вызвано результатом периода засухи, после чего последовало активное браконьерство.
Некоторые животные, такие как чёрный носорог были истреблены. Из примерно 65 000 особей, проживающих по всей территории Кении в 1960-х годах, осталось около 420 особей. Сегодня выжившие чёрные носороги обитают на хорошо охраняемых территориях национальных парков и огороженных заповедников.
Богато разнообразие птичьей фауны, но уровень эндемизма низкий. Строгие эндемики — кустарниковый жаворонок Фридманна, кустарниковый жаворонок Вильямса и дроздовая тимелия Хайнда. Видовое разнообразие и уровень эндемизма в экорегионе характерны и для рептилий. Среди них строгие эндемики — карликовый геккон Шеффлера, Lygodactylus laterimaculatus и Amblyodipsas teitana. Только одна амфибия является эндемичной для экорегиона — Hyperolius sheldricki.

## Состояние экорегиона
Экорегион достаточно хорошо защищён хорошо функционирующей системой национальных парков и заповедников. Ухудшение состояния окружающей среды вызывается увеличением населения и домашнего скота в экорегионе. В самые засушливые времена, когда дожди долго не проходят, трава становится легко воспламеняемой, из-за чего ежегодно сгорают большие площади экорегиона. Крупным травоядным животным часто угрожает охота на мясо браконьерство, например, саванному слону. Считается, что международный запрет СИТЕС на торговлю слоновой костью в 1989 году сократил уровень браконьерства. Туристы также иногда создают проблемы на территории некоторых охранных территорий.

## Провинции, полностью или частично расположенные в экорегионе
- Кения: Баринго, Ваджир, Гарисса, Занзойский округ, Западный покотский округ, Исиоло, Лаикипиа, Каджиадо, Квале, Керичо, Киамбу, Килифи, Кираньяга, Китуи, Макуэни, Марсабит, Мачакос, Меру, Муранга, Найроби, Накуру, Нарок, Ньери, Ньяндаруа, Река Тана, Самбуру, Тайта-Тавета, Тарака-Нити, Туркана, Элгейо-Мараквет, Эмбу;
- Танзания: Аруша, Килиманджаро, Танга;
- Уганда: часть округов Северной области и два округа Восточной области (Катакви, Квеен);
- Эфиопия: Оромия, Регион народов юго-запада Эфиопии, Регион наций, национальностей и народов Юга;
- Южный Судан: Восточная Экватория, Джонглей.